# Ancylostoma
Ancylostoma ist eine Gattung parasitischer Hakenwürmer mit 32 Arten, die im Darm, vor allem von Raubtieren vorkommen.

## Merkmale
Das Vorderende ist rückenwärts gekrümmt. Der Körper verengt sich nach vorn etwas. In Höhe des Nervenrings sind zwei Halspapillen ausgebildet. Die Mundöffnung ist oval und schräg nach oben gerichtet. Im Boden des vorderen Teils der Mundkapsel ist ein Paar nach innen gerichteter, sichelförmiger Zähne vorhanden. Vom Boden der Mundkpasel geht die Kutikula-Auskleidung des Ösophagus aus, die eine rückenseitige und zwei bauchseitige Projektionen formt. Die unpaare rückenseitige Projektion verläuft nahe der Mundkapselwand und reicht bis an den Rand der Mundöffnung. Die beiden bauchseitigen Auswüchse sind blattförmig und haben eine stumpfe Vorderkante. Sie berühren nicht die Mundkapselwand. Es gibt zwei längliche Kopfdrüsen, die im Bereich der äußeren sichelförmigen Zähne münden und eine rückenseitig median angeordnete Ösophagus-Drüse, die sich rückenseitig in die Mundkapsel öffnet. Die Bursa copulatrix der Männchen ist dreilappig, wobei der mittlere Lappen deutlich kleiner als die beiden Seitenlappen ist. Die Bursarippen sind an den Spitzen aufgespalten. Die seitlichen entspringen aus einem gemeinsamen Stamm und divergieren dann. Die externodorsale Rippe entspringt aus einem gemeinsamen Stamm mit der Dorsalrippe. Letztere teilt sich in zwei Äste, welche jeweils in einem Dreispitz enden, so dass insgesamt sechs Spitzen ausgebildet sind. Die beiden Spicula sind gleich groß und haben ein fadenförmiges Ende, ein Gubernaculum fehlt. Die Vulva liegt vor der Körpermitte.
Gattungtypische Merkmale sind die vollständig chitinisierte Mundkapsel und der unpaare Auswuchs an der Rückenseite des Ösophagus.

## Systematik
Ancylostoma ist eine der 18 Gattungen der Ancylostomatinae und wird in die Tribus Ancylostomatini, Untertribus Ancylostomatinii eingeordnet. Die Gattung kann in vier Untergattungen untergliedert werden: Afrancylostoma Biocca & Le-Roux, 1958, Amerancylostoma Biocca & Le-Roux, 1958, Ancylostoma Dubini, 1843 und Ceylancylostoma Lane, 1916.
Unter anderen folgende Arten gehören zur Gattung:
- Ancylostoma ailuropodae (Hauptwirt Großer Panda)
- Ancylostoma bidens (Hauptwirt Puma)
- Ancylostoma braziliense (Hauptwirte Pampasfuchs, Rotluchs, Pumas)
- Ancylostoma buckleyi (Hauptwirte Maikong, Pampasfuchs)
- Ancylostoma caninum (Hauptwirt Hunde)
- Ancylostoma ceylanicum (Hauptwirte Hunde, Katzen)
- Ancylostoma conepati (Hauptwirt Anden-Skunk)
- Ancylostoma ctenomyos (Hauptwirt Kammratten)
- Ancylostoma duodenale (Hauptwirte Mensch, Tüpfelhyäne)
- Ancylostoma galogoi (Hauptwirt Gewöhnliche Galagos)
- Ancylostoma genettae (Hauptwirt Ginsterkatzen)
- Ancylostoma gilsoni (Hauptwirt Eichhörnchen)
- Ancylostoma hescheleri (Hauptwirt Erdferkel)
- Ancylostoma iperodontatum  (Hauptwirt Gepard)
- Ancylostoma japonicum (Hauptwirt Mensch)
- Ancylostoma kusimaense (Hauptwirte Marderhund, Rotfuchs)
- Ancylostoma longispiculatum (Hauptwirt ?)
- Ancylostoma lotoris (Hauptwirte Amerikanischer Schwarzbär, Skunks)
- Ancylostoma malayanum (Hauptwirt Bären)
- Ancylostoma martinaglai (Hauptwirt Schakal)
- Ancylostoma mephitis (Hauptwirt Zorilla)
- Ancylostoma minimum (Hauptwirt Rostkatze)
- Ancylostoma mucronatum (Hauptwirt Sechsbinden-Gürteltier)
- Ancylostoma mycetis (Hauptwirt Schwarzer Brüllaffe)
- Ancylostoma paraduodenale (Hauptwirt Katzen)
- Ancylostoma pluridentatum (Hauptwirt Katzen)
- Ancylostoma protelesis (Hauptwirt Erdwolf)
- Ancylostoma somaliense (Schakal)
- Ancylostoma taxidae (Hauptwirt Silberdachs)
- Ancylostoma tubaeforme (Hauptwirt Katzen)

Neben der beim Menschen vorkommenden, vor allem in den Tropen und Subtropen verbreiteten Art Ancylostoma duodenale können einige Hakenwürmer der Tiere auf den Menschen übergehen. Allerdings ist dieser Fehlwirt und die Larven schädigen den Menschen als Hautwanderlarven (Larva migrans cutanea). Zu diesen zoonotischen Hakenwürmern gehören Ancylostoma braziliense, Ancylostoma caninum, Ancylostoma ceylanicum und Ancylostoma tubaeforme.